# Almost Adults
Pour plus de détails, voir Fiche technique et Distribution.
Almost Adults (Presque Adultes) est un film canadien réalisé par Sarah Rotella, sorti en 2016.

## Synopsis
« Almost Adults » suit la vie de deux meilleures amies en pleine transition vers l'âge adulte alors qu'elles entament leur dernière année universitaire. Tandis que l'une embrasse sa sexualité et essaie de rattraper tout ce qu'elle a pu rater pendant son adolescence, l'autre vient de mettre fin à une longue relation avec son petit ami et découvre alors que sa vie est loin d'être planifiée. Toutes deux se battent pour garder leur amitié telle quelle alors qu'elles s'éloignent peu à peu.

## Fiche technique
- Titre : Almost Adults
- Réalisation : Sarah Rotella
- scénario : Adrianna DiLonardo
- Production : Adrianna DiLonardo, Edna Phong, Sarah Rotella, Andrea Stelten, Rebecca Swift
- Pays d’origine :  Canada
- Langue originale : anglais canadien
- Format : couleur
- Genre : Comédie, romance saphique
- Lieux de tournage : Canada
- Durée : 90 minutes (1 h 30)
- Dates de sortie :

 Canada : 28 mai 2016 (Toronto LGBT Film Festival)
 États-Unis : 7 février 2017

## Distribution
- Elise Bauman : Mackenzie
- Natasha Negovanlis : Cassie
- Winny Clarke : Elliot
- Delphine Roussel : Diane
- Justin Gerhard : Levi
- Christina Song : Juliana
- David John Phillips : docteur Reese